# Референдум в Лихтенштейне (1932)
Референдумы в Лихтенштейне по избирательной системе проходил 14 февраля 1932 года. Реформа избирательной системы была одобрена 54,9 % голосов.

## Контекст
Референдум о реформе избирательной системы, в соответствии с которой все муниципалитеты в Лихтенштейне с населением более 300 человек (то есть 10 из 11, за исключением Планкена) избирали бы по одному депутату Ландтага. Кроме этого на общенациональном голосовании должны были распределяться остальные 5 мест парламента, чтобы в сумме получить 15 депутатов. Пять национальных мест распределялись таким образом, чтобы достичь соотношения между Оберландом (Верхний Лихтенштейн) и Унтерландом (Нижний Лихтенштейн) как 60/40, то есть 9 мест для Верхнего и 6 мест для Нижнего Лихтенштейна. Для этого 5 национальных дополнительных мест предлагалось распределять следующим образом: 4 для Верхнего и 1 — для Нижнего Лихтенштейна.
Это был факультативный референдум, проводившийся по народной инициативе. В соответствии со Статьёй № 66 Конституции законопроект, принятый Ландтагом 20 января 1932 года, стал предметом запроса об установлении референдума после сбора 400 подписей за проведение голосования.
Инициатором законопроекта была правящая Прогрессивная гражданская партия. Патриотический союз выступила против него и призвала подписать петицию о референдуме.

## Результаты
| Выбор                               | Голоса | %    |
| ----------------------------------- | ------ | ---- |
| За                                  | 1 202  | 54,9 |
| Против                              | 986    | 45,1 |
| Недействительных/пустых бюллетеней  | 49     | –    |
| Всего                               | 2 237  | 100  |
| Зарегистрированных избирателей/Явка | 2 338  | 95,7 |
| Источник: Démocratie Directe        |        |      |